# Batman (viktmått)
Batman är en orientalisk viktmått, i Persien kallat man, i Indien maund.
I Turkiet är 1 batman = 6 oka = 7,7 kilo, senare ändrat till 10 oka = 10 kilo. I Persien är batman lokalt skiftande mellan omkring 3 till omkring 14 kilo. Av störst betydelse är Tabrisbatman, den gamla tabrisbatman motsvarade 640 miskal = 2,944 kilo och en nya tabrisbatman om 1000 miskal = 4,6 kilo. I Bokhara motsvarade 1 batman = omkring 130 kilo. Andra batman i Persien är man i Sha motsvarande 2,9696 kilo och man i Rey motsvarande 11,8784 kilo.